# قائمة قبائل العرب
القبائل العربية من أقدم التجمعات البشرية التي استوطنت شبه الجزيرة العربية، وقد لعبت دورًا محوريًا في تشكيل الهوية الثقافية والتاريخية للمنطقة. تعود أصول هذه القبائل إلى آلاف السنين، وتنتسب تقليديًا إلى أحد الجدين: عدنان أو قحطان، في تقسيم يُميز بين أفرع العرب في الشمال والجنوب. وبحسب الموروثات الدينية، خصوصًا في الإسلام، يُعتبر العرب من نسل النبي إبراهيم عبر ابنه إسماعيل، مما يمنحهم مكانة خاصة في السرديات الدينية والتاريخية على حد سواء.

خريطة لشبه الجزيرة العربية عام 600 ميلادية، تُظهر مختلف القبائل العربية ومناطق استقرارها. شكَّل اللخميون (باللون الأصفر) مملكة عربية تابعة للإمبراطورية الساسانية، بينما شكَّل الغساسنة (باللون الأحمر) مملكة عربية تابعة للإمبراطورية الرومانية.

منذ القرن السابع الميلادي، وبالتزامن مع انتشار الإسلام، بدأ العديد من أفراد هذه القبائل بالهجرة والاستقرار في المناطق المختلفة التي خضعت الفتوحات الإسلامية المبكرة، ومنها بلاد الشام، بلاد الرافدين، مصر، خوزستان، المغرب العربي، والسودان.
أدى هذا التحول إلى إطلاق عملية تعريب واسعة أثّرت بشكل كبير على التحولات الديموغرافية في معظم مناطق غرب آسيا وشمال أفريقيا، وأسفرت عن زيادة كبيرة في عدد السكان العرب خارج حدود شبه الجزيرة العربية.
تشكل هذه المناطق اليوم ما يُعرف بـالعالم العربي، باستثناء خوزستان التي، رغم احتضانها لأقلية عربية كبيرة، تُعد جزءًا من العالم الإيراني. وقد أسهمت هجرات القبائل العربية بدور محوري في تعريب سكان هذه المناطق على المستويات العرقية والثقافية واللغوية والوراثية.

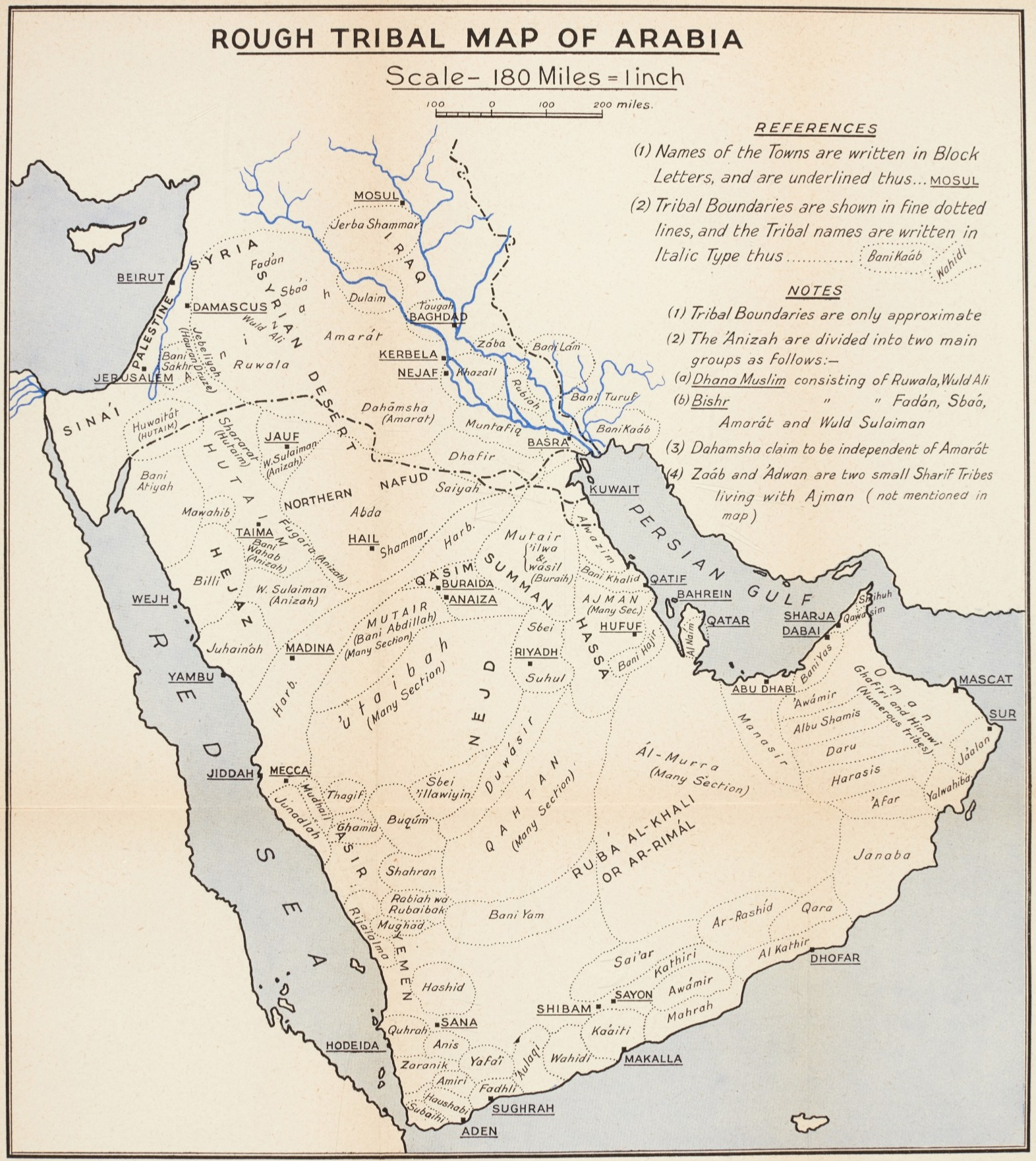
خريطة نشرها الأكاديمي البريطاني هارولد ديكسون خلال الحرب العالمية الأولى تُظهر وجود القبائل العربية في غرب آسيا، عام 1914

## التقليد النسبي
يتفق معظم النسّابين العرب في القرن الرابع عشر على تقسيم العرب إلى ثلاثة أصناف:
- العرب البائدة ، وهم مجموعة من القبائل القديمة التي عاشت في الجزيرة العربية ما قبل الإسلام، وتشمل قبائل عاد وثمود وطسم وجديس واللاق (التي شملت فروعًا من بني السُميدع) وغيرها. يُقال إن قبيلتَي جديس وطسم أُبيدتا إبادة جماعية.[9] ويذكر القرآن أن اختفاء قبيلتَي عاد وثمود كان نتيجة لانحطاطهما. كما كشفت تنقيبات أثرية حديثة[متى؟] عن نقوش تشير إلى وجود مدينة إرم ذات العماد، التي كانت يومًا ما مركزًا حضريًا لقبيلة عاد.

- العرب العاربة ، وهم العرب "الأصليون"، وينحدرون من قحطان.[10][11]

- العرب المستعربة ، ويُعرفون أيضًا بـالعرب العدنانيون، وينحدرون من إسماعيل، الابن البكر للنبي إبراهيم.

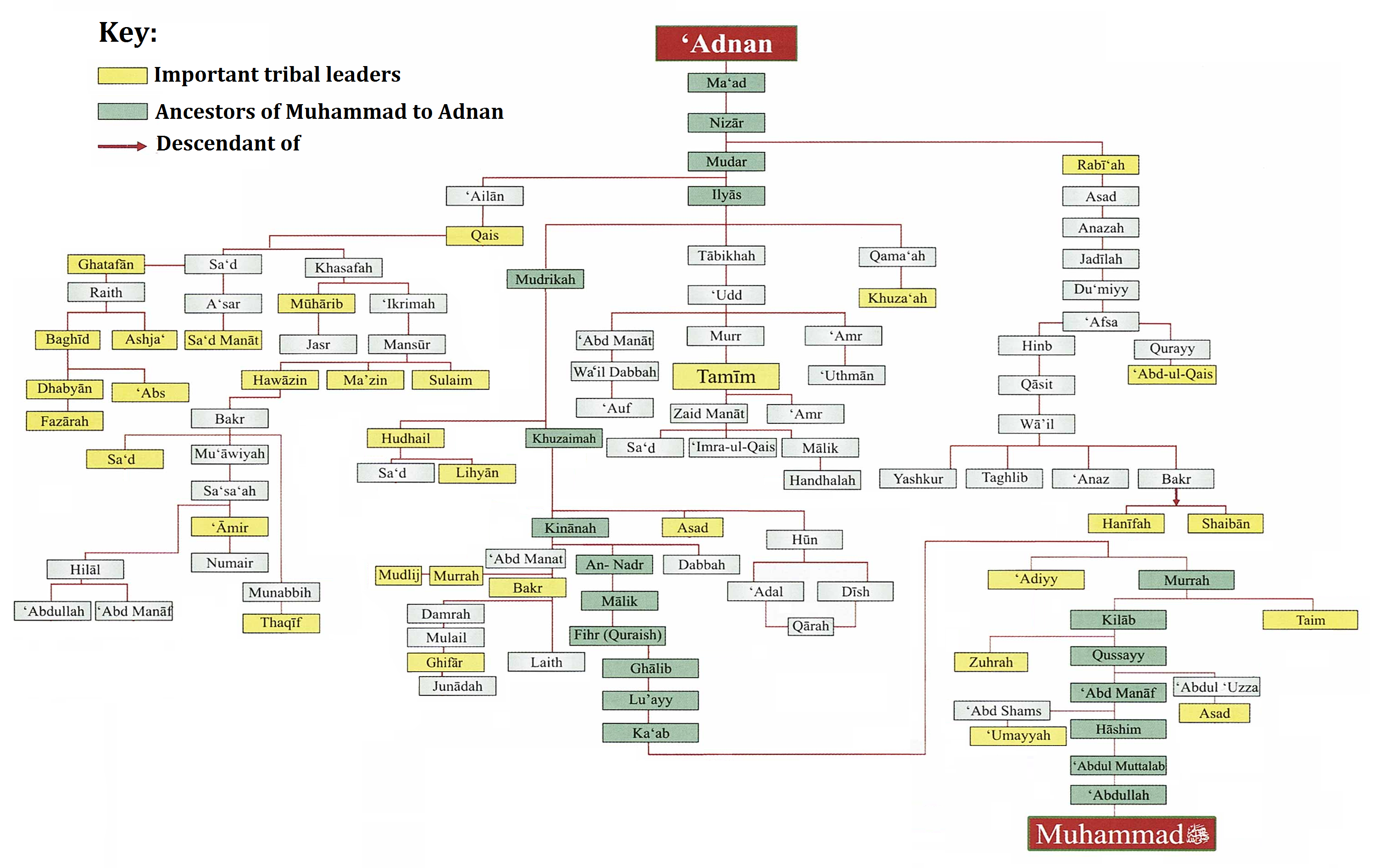
شجرة نسب العدنانيون، تُظهر أسلاف النبي محمد حتى الجد الأعلى عدنان.

تُعد قبيلتا هوازن وقريش من العرب العدنانيين. وتستند الأنساب السابقة لـمعد بن عدنان في معظمها إلى الأنساب التوراتية، ما يجعل دقة هذا الجزء من النسب العدناني محل جدل.[بحاجة لمصدر] ويُعتقد أن العدنانيين هم نسل إسماعيل من خلال عدنان، غير أن سلسلة النسب التقليدية لا تتطابق تمامًا مع الرواية التوراتية. ووفقًا للتقاليد العربية، يُطلق على العدنانيين صفة "المستعربة" لأن الاعتقاد السائد أن إسماعيل كان يتحدث الآرامية واللغة المصرية القديمة، ثم تعلّم اللغة العربية من امرأة يمنية قحطانية تزوّجها. وبالتالي، فإن العدنانيين يُعدّون من نسل إبراهيم. وتكشف الدراسات التاريخية الحديثة عن "انعدام التماسك الداخلي في هذا النظام النسبي، وتُظهر أنه يفتقر إلى أدلة متطابقة كافية".[بحاجة لمصدر]

## التاريخ قبل الإسلام

### أقدم الأنشطة المعروفة
مارست قبائل الجزيرة العربية الرعي البدوي والزراعة منذ نحو عام 6000 قبل الميلاد. وبحلول عام 1200، بدأت تتشكل شبكة معقدة من المستوطنات والمعسكرات. وظهرت ممالك في جنوب الجزيرة وازدهرت. ويُعتقد أن أولى القبائل العربية انحدرت من البدو الرحل.
كان من أبرز مصادر دخل تلك القبائل فرض الضرائب على القوافل، إلى جانب الجبايات المفروضة على المستوطنات غير البدوية. كما عملوا في نقل البضائع والمسافرين عبر الصحراء بواسطة القوافل التي تجرّها الجِمال المستأنسة.ونظرًا لشح المياه وندرة المراعي الدائمة، كانت القبائل تضطر إلى التنقل المستمر.[بحاجة لمصدر]

### الهويات، التوطن، واللغات
كانت قبائل الأنباط والقتاريون من العرب الذين عاشوا على أطراف الهلال الخصيب، وقد توسّعوا في بلاد الشام الجنوبية بحلول القرن الخامس قبل الميلاد، مما أدى إلى نزوح الإدوميين. وعلى الرغم من أن نقوشهم كُتبت في الغالب بالآرامية، فمن المُرجّح أن لغتهم المحكية كانت إحدى لهجات العربية القديمة، وهي إحدى لغات العربية الشمالية القديمة. وقد ظهرت هذه اللغة في النقوش منذ القرن الأول قبل الميلاد[بحاجة لمصدر]، وهو العصر ذاته الذي بدأت فيه أبجدية الأنباط تتطوّر تدريجيًا إلى الخط العربي حتى القرن السادس الميلادي[بحاجة لمصدر].
تُؤكد على ذلك نقوش الصفائية، التي بدأت في الظهور في القرن الأول قبل الميلاد، إضافة إلى الأسماء العربية الموجودة في النقوش النبطية. ومنذ القرن الثاني قبل الميلاد، كشفت بعض النقوش في قرية الفاو عن لهجة تُصنّف اليوم ضمن ما يُعرف بـ"العربية ما قبل الفصحى"، وليس "العربية البدائية". كما عُثر على خمس نقوش سريانية تشير إلى العرب في موقع سوماتار هارابيسي، يعود أحدها إلى القرن الثاني الميلادي.[بحاجة لمصدر]
وشهدت هذه الفترة أيضًا آخر موجة كبيرة من الهجرات العربية من اليمن إلى الشمال، والتي تمثلت في قبائل الغساسنة والمناذرة والكنديين. وقد ساهم الغساسنة في تعزيز الوجود العربي في سوريا، حيث استقروا أساسًا في منطقة حوران، ثم امتد وجودهم إلى مناطق لبنان وفلسطين والأردن وإسرائيل الحالية.[بحاجة لمصدر]

### التفاعل مع القبائل اليهودية
شهد القرن الرابع الميلادي صعودًا ملحوظًا للحضور اليهودي في جزيرة العرب، حيث استقرت العديد من القبائل والعشائر اليهودية في المناطق الساحلية المطلة على البحر الأحمر. وفي منتصف القرن ذاته، اعتنقت مملكة حمير الديانة اليهودية، مما أسهم في تعزيز انتشارها في المنطقة.
وقد رجّح المستشرق الألماني فرديناند فستنفلد أن اليهود أسسوا كيانًا سياسيًا في شمال الحجاز.[بحاجة لمصدر] ويذكر القرآن اللقاءات الأولى بين القبائل المسلمة واليهودية في عدد من مدن غرب الجزيرة العربية، حيث برزت قبائل مثل بنو قريظة وبنو النضير بوصفها قوى نافذة ذات نفوذ سياسي وعسكري.
تحتوي هذه القائمة على أسماء القبائل العربية سواء كانت قبيلة قديمة أو معاصرة وترتيبها حسب حروف الهجاء

## أ
- إياد
- الأزد
- أحمس بن الغوث
- الأشراف
- السادة
- الأوس
- أشجع
- ألمع
- أنمار
- بنو الأحمر (بللحمر)
- بنو الأحمر بن الحارث
- بنو الأسمر (بللسمر)
- بنو أسد
- بنو أمية (قبيلة)
- أكلب
- بنو النجار

## ب
- البقوم
- أولاد بوعزيز
- بارق
- باهلة
- بجيلة
- بكر بن عبد مناة
- بكر بن وائل
- بديرية
- بني زيد
- بلغازي
- بلقرن
- بلي
- بيرقدار
- بني بيات
- بكيل

## ت
- ترابين
- تغلب بن وائل
- تميم
- تنوخ

## ث
- ثقيف
- ثمود

## ج
- الجعليين
- جرهم
- جديس
- جذام
- جهينة

## ح
- الحجر بن الهنوء بن الأزد
- الحداء
- بنو الحكم
- بنو الحارث بن كعب
- حرب
- بنو حنيفة
- حاشد
- حميضة
- حمير
- حوالة
- الحويطات

## خ
- الخزرج
- بنو خالد
- خثعم
- خزاعة
- خفاجة
- خندف
- خولان

## د
- الدليم
- الدواسر
- بنو الدئل
- الدعجة
- بنو دارم

## ذ
- بنو ذي أصبح

## ر
- روق أو الروقة
- راجح
- بني رشيد
- ربيعة
- الرباب
- الرباطاب
- السادة الراويون

## ز
- الزرقان
- زبيد
- أولاد زيان
- بنو زيد
- زهران

## س
- السهول
- بنو سعد بن بكر
- بنو سعد بن ليث بن بكر
- سليم
- سبيع

## ش
- بنو شبيل
- الشايقية
- الشحوح
- بنو شراحيل
- الشرارات
- بنو شعبة
- شمران
- بنو شهر
- بنو شيبان
- بنو شيبة
- شمر
- شهران

## ص
- بنو صخر

## ض
- بنو ضمرة
- ضبيعة

## ط
- طسم
- طيء

## ظ
- الظفير
- الظهوريين

## ع
- بني عباد
- عجرمة (العجارمة)
- العجمان
- العقيدات
- بني عكل
- العوازم
- العوالق
- بنو العريج
- عاملة
- بنو عبس
- عوبثان
- بنو عجل
- بنو عدي
- بنو عمرو
- عامر بن صعصعة
- عبد القيس
- عتيبة
- عدوان
- عذرة
- عسير
- عليان
- عنز بن وائل
- عياض بن عقبة
- عنزة
- عنس
- عضل
- بني عطية
- عاد

## غ
- غامد
- غطفان

## ف
- بنو فراس
- فهم
- الفضول
- فيفاء

## ق
- القواسم
- قحطان
- قريش
- قضاعة
- قيس عيلان
- بني قسر

## ك
- بنو كنز
- الكواهلة
- بنو كلب
- كنانة
- الكبابيش
- كندة
- كهلان
- الكثيري

## ل
- بنو لام
- لخم
- بنو ليث

## م
- المسارحة
- المرازيق
- المنتفق
- الموركة
- المهرة
- بنو مالك
- بنو معقل
- بنو مهدي
- مزينة
- مذحج
- مرازيق البقوم
- مضر
- مطير
- ميرفاب
- ميش مست

## ن
- النمر
- نهد

## هـ
- بني هاجر
- بنو هاشم
- بنو هلال
- قبيلة هذيل البقوم
- هذيل
- همدان
- هوازن

## و
- وائلة
- وادعة

## ي
- بنو ياس
- يام
- بنو يعلى
- يافع
- يشكر
- بنو يزيد